# Claude Chappe
Claude Chappe (25 de dezembro de 1763 – Paris, 23 de janeiro de 1805) foi um abade, engenheiro e inventor francês, criador do primeiro sistema ótico de comunicação — postes sinalizadores dispostos em linha reta, a uma distância que permitia que cada operador visualizasse a anterior e a próxima, transmitindo assim mensagens por meio de hastes móveis que assumiam diferentes posições. A primeira demonstração do sistema aconteceu em 1790 e a primeira linha implantada foi a de Paris-Lille, 4 anos depois.

## Vida
Chappe nasceu um Brûlon, Sarthe, França, neto de um barão francês. Foi criado para o serviço religioso, mas perdeu sua sinecura durante a Revolução Francesa. Ele foi educado no Lycée Pierre Corneille em Rouen. 
Seu tio foi o astrônomo Jean-Baptiste Chappe d'Auteroche, famoso por suas observações do Trânsito de Vênus em 1761 e em 1769, que influenciaram seus estudos e até mesmo seus passatempos. Por causa de seu tio, Claude pode ter tornado-se familiar com as propriedades dos telescópios.
Chappe e seus quatro irmãos desempregados decidiram desenvolver um sistema prático de estações de retransmissão de sinais ópticos, uma tarefa proposta na Antiguidade, mas até aquele momento nunca realizada.
O irmão de Claude, Ignace Chappe (1760-1829) foi membro da Assembleia Legislativa durante a Revolução Francesa. Com sua ajuda a Assembleia apoiou a proposta de construir uma linha de re-transmissão de Paris a Lille (quinze estações, por volta de 190 quilômetros) para transmitir despachos da guerra.

## O telégrafo
Os irmãos Chappe determinaram empiricamente que os ângulos de uma haste eram mais fáceis de se ver do que a presença ou ausência de painéis. O desenho final possuía dois braços conectados por uma barra transversal. Cada braço tinha sete posições e a barra transversal mais quatro, permitindo um código de 196 combinações. Os braços tinham de um a quatro metros de comprimento, eram pretos e contra-balanceados, movidos por duas manivelas. Lâmpadas nos braços provaram-se insatisfatórias para uso noturno. As torres de transmissão foram colocadas de 12 a 25 km de distância entre si. Cada torre tinha dois telescópios, cada um apontando em um sentido da linha.

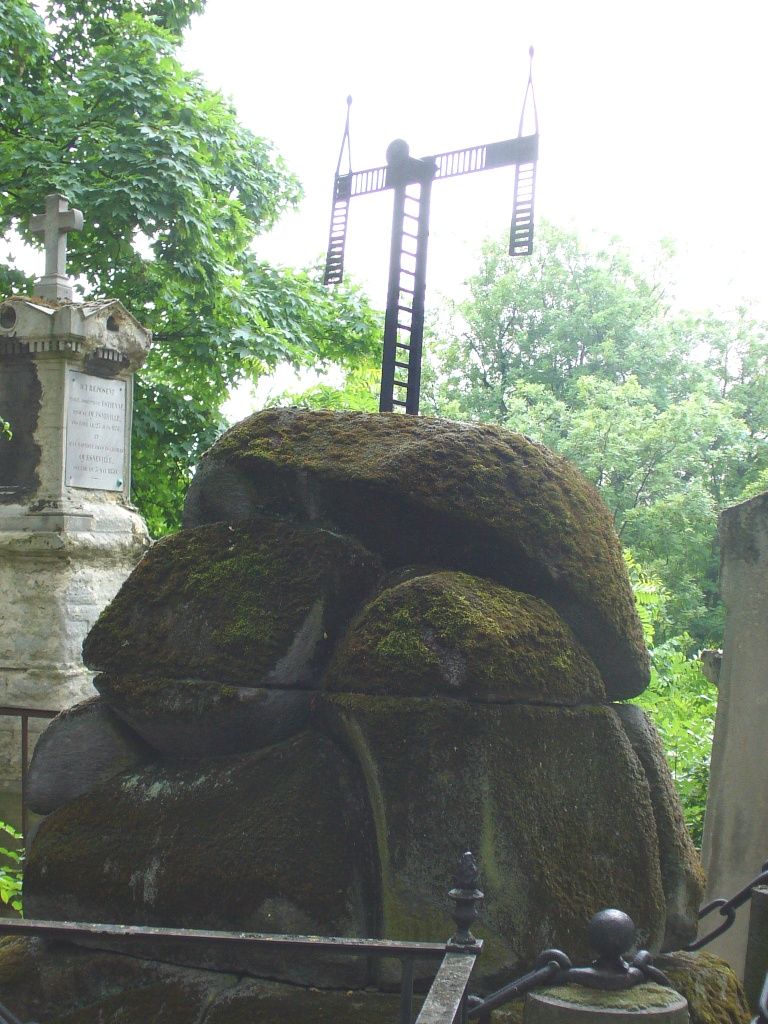
Túmulo de Chappe com réplica do telegrafo

Em 1792, as primeiras mensagens foram mandadas com sucesso de Paris a Lille. Em 1794, a linha informou Paris da captura de Condé-sur-l'Escaut dos austríacos menos de uma hora depois do ocorrido. Outras linhas foram construídas, incluindo uma de Paris a Toulon. O sistema foi altamente copiado por outros Estados europeus, e foi utilizado por Napoleão para coordenar seu império e exército.
Em 1805, Chappe cometeu suicídio em Paris, jogando-se no poço de seu hotel. Ele era vítima de uma depressão causada por doença e por alegações de rivais de que plagiara sistemas de sinalização militares.
Em 1824, Ignace Chappe tentou aumentar o interesse pelo uso do telegrafo em mensagens comerciais, como preços de commodities; entretanto, os negociantes resistiram.
Em 1846, o governo francês passou a usar um novo sistema de linha de telégrafos elétricos. Muitos contemporâneos atentaram para a facilidade de sabotagem e de interrupção do serviço ao cortar-se um fio. Com a emergência de telégrafos elétricos, os telégrafos de Chappe foram decaindo até 1852.